# Hauraniidae
Hauraniidae es una familia de foraminíferos bentónicos de la superfamilia Pfenderinoidea, del suborden Orbitolinina y del orden Loftusiida. Su rango cronoestratigráfico abarca desde el Liásico (Jurásico inferior) hasta el Maastrichtiense (Cretácico superior).

## Discusión
Clasificaciones previas asignaban los géneros de Hauraniinae a las superfamilias Loftusioidea y Orbitolinoidea, y los incluían en el suborden Textulariina del orden Textulariida o en el orden Lituolida.

## Clasificación
Hauraniidae incluye a las siguientes subfamilias y géneros:
- Subfamilia Hauraniinae
  - Cymbriaella †
  - Gutnicella †
  - Haurania †
  - Meyendorffina †
  - Platyhaurania †
  - Socotraina †
  - Timidonella †
- Subfamilia Amijellinae
  - Alveosepta †
  - Alzonella †
  - Alzonorbitopsella †
  - Amijiella †
  - Anchispirocyclina †
  - Bostia †
  - Ijdranella †
  - Kastamonina †
  - Palaeocyclammina †
  - Pseudocyclammina †
  - Redmondellina †
  - Spiraloconulus †

Otros géneros considerados en Hauraniidae son:
- Iberina † de la subfamilia Amijellinae, aceptado como Anchispirocyclina
- Iranica † de la subfamilia Amijellinae, aceptado como Amijiella
- Limognella † de la subfamilia Amijellinae, aceptado como Spiraloconulus
- Lucasella † de la subfamilia Hauraniinae, considerado subgénero de Meyendorffina, es decir, Meyendorffina (Lucasella), y aceptado como Gutnicella
- Spiroconulus † de la subfamilia Amijellinae, aceptado como Spiraloconulus
- Trematocyclina † de la subfamilia Amijellinae, aceptado como Anchispirocyclina